# Lingua gros ventre
La lingua gros ventre o atsina (anche conosciuta come ananin, ahahnelin, ahe oppure a'ani)) è il linguaggio ancestrale (oggi estinto) dei Gros Ventre, popolazione stanziata nel Montana. L'ultimo locutore che parlava fluentemente la lingua è scomparso nel 1981.

## Storia
Atsina è il nome che gli specialisti in lingue algonchine hanno assegnato alla lingua che è molto simile alla lingua arapaho, anzi, secondo alcuni le due lingue sono differenti dialetti di una lingua comune usualmente designata come "arapaho-atsina" o "arapaho-atsina-nawathinehena". Storicamente, questa lingua aveva cinque dialetti. 
Nel 2012, alla "White Clay Immersion School" del Fort Belknap College c'erano 26 studenti che seguivano un corso per l'apprendimento della lingua.

## Fonologia
Comparandola alla lingua arapaho, la gros ventre ha tre fonemi in più /tʲ/, /ts/, e /bʲ/, e manca della velare fricativa /x/.
Nella tabella che segue sono confrontati alcuni termini in gros ventre e arapaho.
| atsina  |  | arapaho |            |
| bʸóótéé |  | bee3ei  | civetta    |
| yóóton  |  | yóó3ón  | cinque     |
| néeθ    |  | nééso   | sette      |
| notóʔos |  | né3éʔex | mio genero |